# Гроно (літературна група)
«Ґро́но», також трапляється написання «Гроно» — літературна група, утворена на «руїнах» «Музагета» в Києві в 1920 р. за ініціативою Валер'яна Поліщука при редакції газети «Більшовик». До складу входили: Валер'ян Поліщук, Павло Филипович, Дмитро Загул, Микола Терещенко, Ґео Шкурупій, Григорій Косинка, Микола Любченко.
«Ґроно» відмежувалося од «пролеткульту» з його масовізмом та партійним диктатом творчості. «Ґроновці» вважали мистецтво не ідеологічним чинником, а специфічним інструментом духовного спілкування між людьми. У творчості дотримувалися власного методу, названого «спіралізм», що поєднував риси футуризму та імпресіонізму. Загалом ідейна платформа, як і сама група, була досить аморфна, проте пізніше її учасники стали членами груп, що орієнтувалися на «високе» мистецтво.
Випустило літературно-мистецький збірник під тією ж назвою — «Ґроно» (1920).
Через рік група розпалася, бо була дуже неоднорідною, однак вона стала колискою для розвитку дуже різних стильових тенденцій. Це засвідчив і альманах «Вир революції», видрукований В. Поліщуком 1921 р. в Катеринославі